# Cindy Breakspeare
Cynthia Jean Cameron Breakspeare sinh ngày 24 tháng 10 năm 1954 được biết đến nhiều hơn bởi tên Cindy Breakspeare, một ca sĩ nhạc nhạc Jazz người Jamaica và từng làm một người mẫu. Cô từng là Hoa hậu Thế giới 1976 và là mẹ của nhạc sĩ đạt giải Grammy Damian Marley.

## Tiểu sử
Breakspeare được sinh ra tại Toronto, Canada có cha là Louis Breakspeare, một người Jamaica
và mẹ là Marguerite Cochrane, một người Canada. Cindy có hai người anh là Steven Breakspeare và John Spence. Cô dọn đến Jamaica sinh sống khi mới bốn tuổi và trong lứa tuổi thanh thiếu niên cô đã tham dự các cuộc thi sắc đẹp. Cô có dịp đến Luân Đôn khi trở thành đại diện của Jamaica tại cuộc thi Hoa hậu Thế giới 1976 diễn ra tại Luân Đôn ngày 19/11/1976 và trở thành người Jamaica thứ hai chiến thắng tại cuộc thi này.
Con trai cô là Damian Marley sinh năm 1978, là con của Bob Marley người đã viết ca khúc "Turn Your Lights Down Low" khi đang có quan hệ tốt đẹp với cô.
Cô kết hôn với thượng nghĩ sĩ đồng thời là luật sự Tom Tavares-Finson và có một con trai Christian (1982) và con gái Leah (1986). Breakspeare và Tavares-Finson ly dị vào năm 1995. Christian học luật tại Anh còn Leah học tại Canada.
Breakspeare bây giờ là kết hôn với Rupert Bent II, một phi công và tay guitar. Cô cùng chồng tham gia trình diễn chung trong nhiều chương trình âm nhạc tại Jamaica và ngoài ra cô còn làm việc như một nhà trang trí nội thất
| Tứ đại Hoa hậu (1976)          | Tứ đại Hoa hậu (1976)              | Tứ đại Hoa hậu (1976)              | Tứ đại Hoa hậu (1976)     |
| ------------------------------ | ---------------------------------- | ---------------------------------- | ------------------------- |
| Hoa hậu Hoàn vũ Rina Messinger | Hoa hậu Thế giới Cindy Breakspeare | Hoa hậu Quốc tế Sophie Sonia Perin | Hoa hậu Trái đất không có |